# Joseph Anton Siegmund von Beroldingen

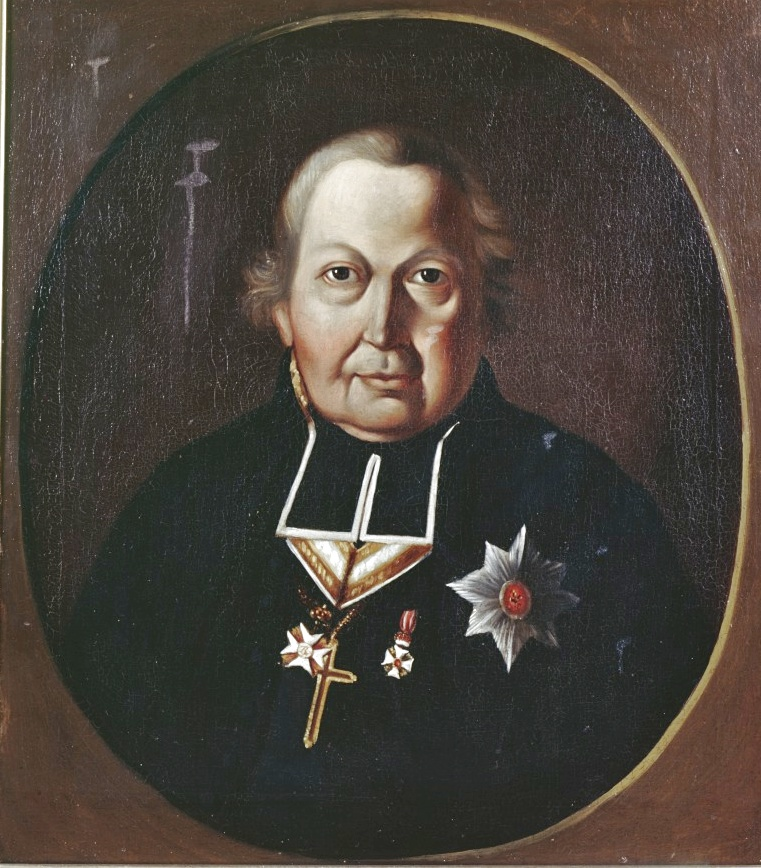
Joseph Anton Siegmund von Beroldingen

Joseph Anton Siegmund von Beroldingen (* 9. September 1738 in St. Gallen; † 22. Februar 1816 in Hildesheim) war ein Freiherr, katholischer Priester sowie Domherr in Speyer und in Hildesheim.

## Herkunft und Familie
Er entstammte dem alten Schweizer Adelsgeschlecht von Beroldingen und wurde geboren als Sohn von Freiherr Josef Anton Euseb von Beroldingen (1703–1776) und dessen Gattin Maria Anna, Freiin von Roll zu Bernau († 1750). Der Vater amtierte als Landshofmeister der Fürstabtei St. Gallen und war Vertrauter des Fürstabts Joseph von Rudolphi († 1740), sowie kaiserlicher Hofrat.
Joseph Anton Siegmunds Bruder Franz Cölestin von Beroldingen (1740–1798) hatte eine Domherrenstelle in Hildesheim inne und erlangte als geologischer Schriftsteller Bekanntheit. Der Halb-Bruder Paul Joseph von Beroldingen (1754–1831) wurde Diplomat im Königreich Württemberg.

## Leben und Wirken
Joseph Anton Siegmund von Beroldingen erhielt 1758 eine Domherrenstelle in Speyer, 1771 auch in Hildesheim. Er fungierte in Speyer als Hofkammerpräsident und trat als Führer der Opposition gegen Fürstbischof August von Limburg-Stirum hervor. Außerdem bekleidete er die Ämter des Dekans, ab 1790 auch des Propstes am Ritterstift Odenheim in Bruchsal.
Beroldingen lebte in dieser Epoche vornehmlich in Speyer. Gebildet und ideenreich, rühmten ihn seine Zeitgenossen als Kunstkenner sowie als Förderer von Literatur und Wissenschaft. Er verfasste selbst Gedichte, sammelte Kupferstiche und war freundschaftlich verbunden mit Johann Wolfgang von Goethe, der ihn 1779, zusammen mit Herzog Karl August von Sachsen-Weimar-Eisenach, in Speyer besuchte.
Der durch die Blattern erblindeten Marianne Kirchgeßner finanzierte Beroldingen ab 1780 die Musikausbildung auf der Glasharmonika, bei dem Karlsruher Kapellmeister Joseph Aloys Schmittbaur und ließ ihr von diesem, für 100 Dukaten, ein solches Instrument bauen. Sie sollte die erfolgreichste und bedeutendste Glasharmonikavirtuosin ihrer Zeit werden.
Nach einer Idee Maler Müllers wollte Joseph Anton Siegmund von Beroldingen, zusammen mit Wilhelm Heinse, 1783 eine kulturelle Zeitschrift für Deutschland herausgeben, was sich aber aus Kostengründen nicht realisieren ließ. Als sich der junge Maler Friedrich Georg Weitsch 1784 in Speyer aufhielt und gegenüber dem Priester einen Hang zum geistlichen Stand erkennen ließ, bot ihm dieser an, ggf. sein Theologiestudium zu bezahlen und ihm eine gute Pfründe zu verschaffen. Beroldingen unterstützte auch den musikalisch begabten Karl Klein (1769–1824), später katholischer Priester und Publizist in Mannheim.
Der Domherr wurde 1784 Präsident der Helvetischen Gesellschaft und war Ehrenmitglied der Berner Ökonomischen Gesellschaft sowie der Zürcher Physikalischen Gesellschaft. Er gilt als eine der bedeutendsten Persönlichkeiten der katholischen Aufklärung im deutschsprachigen Raum und stand in engem Kontakt zu vielen Gesinnungsfreunden, wie Johann Caspar Lavater, Johann Heinrich Merck, Sophie von La Roche, Franz Wilhelm von Spiegel und Eulogius Schneider.
Eulogius Scheider, ein ausgetretener Franziskaner und begeisterter Jakobiner, endete 1794 unter dem Fallbeil der französischen Revolutionäre. Jenes Vorkommnis markiert eine Zäsur im Leben von Beroldingen. In Wien, wo er sich nun zeitweise aufhielt nahm er Kontakt mit dem Personenkreis um seinen Schweizer Landsmann, Pater Niklaus Albert von Diesbach (1732–1798) auf. Dieser hatte eine Gruppe von ernsthaft gläubigen Katholiken um sich geschart, welche unter dem Namen „Christliche Freundschaft“ bekannt war und zu den „Frühromantikern“ zählt. Dort lernte Domherr von Beroldingen auch den Politiker Josef von Penkler (1751–1830) und den Priester Klemens Maria Hofbauer (1751–1820) kennen, der später heiliggesprochen wurde. Joseph Anton Siegmund von Beroldingen wandelte sich hier vom Aufklärer zum tief gläubigen Menschen und wurde einer der eifrigsten Anhänger bzw. Unterstützer von Hofbauer und dessen Redemptoristenorden. Auch politisch hatte er einen radikalen Wechsel vollzogen. Er verfocht schon seit 1792, zum Schutz vor dem revolutionären Frankreich, die Wiedereingliederung der Schweiz in das Heilige Römische Reich und setzte sich nun für die vor der französischen Revolution geflohenen Emigranten ein. Im Sinne von Klemens Maria Hofbauers Spiritualität war Beroldingen als Priester tätig bis zu seinem Tod, 1816. Unabhängig von seinen gewandelten Anschauungen blieb er nach wie vor mit Goethe befreundet, mit dem er noch 1811, von seinem Alterssitz Hildesheim aus, korrespondierte.
Joseph Anton Siegmund von Beroldingen erzog sowohl seinen Halbbruder Paul Joseph von Beroldingen (1754–1831), als auch dessen Sohn Joseph Ignaz von Beroldingen (1780–1868), beide württembergische Politiker.
1921 wurde im Hildesheimer Stadtteil Moritzberg eine Straße nach ihm benannt.